# 이명철 (법조인)
이명철(李明哲, 1970년 ~ )은 대한민국의 판사이다. 현재 서울중앙지방법원 부장판사를 역임하고 있다.
2024년 2월부로 법무법인 율촌에 합류함.